# Robert Dryer
Robert Dryer, gebürtig Robert Carpenter (* 9. Oktober 1951; † 27. Januar 2021 in Tucson, Arizona), war ein US-amerikanischer Schauspieler.

## Leben
Dryer begann seine Karriere 1981 mit einer Gastrolle in der Familienserie Die Waltons. Im selben Jahr feierte er auch sein Spielfilmdebüt im Low-Budget-Film Kiss Daddy Goodbye mit dem in den 1960er Jahren erfolgreichen Sänger Fabian in der Hauptrolle. Bis Mitte der 1980er Jahre hatte er zahlreiche weitere Gastauftritte in erfolgreichen Fernsehserien wie Knight Rider, Agentin mit Herz, Das A-Team und Ein Colt für alle Fälle. 1983 wirkte er in einer kleinen Nebenrolle in der Science-Fiction-Filmkomödie Trottel im Weltall an der Seite von Leslie Nielsen mit. Eine größere Rolle spielte er neben Miguel Ferrer im Drama Wie die Wilden von Frank Zuniga. Eine seiner größten Filmrollen war die des Jake im Actionfilm Savage Street – Straße der Gewalt an der Seite von Linda Blair und John Vernon. In der zweiten Hälfte der 1980er Jahre nahmen seine Film- und Fernsehengagements ab, weshalb er wieder vermehrt in Low-Budget-Produktionen zu sehen war; so trat er in den Jahren 1987 und 1988 in drei Produktionen des philippinischen Regisseurs Cirio H. Santiago auf. Ab den 1990er Jahren hatte er nur noch vereinzelte Auftritte in Direct-to-Video-Produktionen und Fernsehproduktionen.

## Filmografie (Auswahl)

### Film
- 1983: Trottel im Weltall (The Creature Wasn’t Nice)
- 1983: Wie die Wilden (Heartbreaker)
- 1984: Savage Street – Straße der Gewalt (Savage Streets)
- 1987: Killer Instinkt (Killer Instinct)
- 1988: The Sisterhood
- 1991: Alienkiller (The Borrower)
- 1992: Tödliches Spiel (Frame-Up II: The Cover-Up)
- 1993: Geballte Fäuste (Street Knight)
- 1995: Die Frau, die zuviel wußte (The Flight of the Dove)

### Fernsehen
- 1981: Die Waltons (The Waltons)
- 1982: Knight Rider
- 1983: T.J. Hooker
- 1984: Agentin mit Herz (Scarecrow and Mrs. King)
- 1984: Cagney & Lacey
- 1984: Das A-Team (The A-Team)
- 1984: Ein Colt für alle Fälle (The Fall Guy)
- 1984: Hardcastle & McCormick (Hardcastle and McCormick)
- 1985: Hunter
- 1985: Street Hawk
- 1989: Zurück in die Vergangenheit (Quantum Leap)
- 1991: MacGyver
- 1996: Baywatch Nights